# شيلي دوفال
شيلي دوفال (بالإنجليزية: Shelley Duvall)‏ ممثلة أمريكية من مواليد 7 يوليو 1949.

## روابط خارجية
- شيلي دوفال على موقع IMDb (الإنجليزية)
- شيلي دوفال على موقع روتن توميتوز (الإنجليزية)
- شيلي دوفال على موقع ألو سيني (الفرنسية)
- شيلي دوفال على موقع ميوزك برينز (الإنجليزية)
- شيلي دوفال على موقع أول موفي (الإنجليزية)
- شيلي دوفال على موقع قاعدة بيانات الأفلام السويدية (السويدية)
- شيلي دوفال على موقع إن إن دي بي (الإنجليزية)
- شيلي دوفال على موقع ديسكوغز (الإنجليزية)
- شيلي دوفال على موقع قاعدة بيانات الفيلم (الإنجليزية)
- شيلي دوفال على موقع كينوبويسك (الروسية)